# Bundstreg
Bundstregen ( _ ) – også kaldet understreg, understregningstegn eller (fra engelsk) underscore – er et symbol, der siden indførelsen af moderne tekstbehandling som erstatning for skrivemaskinen har overlevet sin egen primære betydning og anvendelse. I dag bruges det i en række datalogiske sammenhænge samt til accenter på nogle afrikanske og indfødt amerikanske sprog.

## Tidligere brug til understregning
Det blev tidligere brugt som understregningstegn på skrivemaskiner. Dette foregik ved, at man først skrev et ord, derefter flyttede man skrivemaskinehovedet tilbage til starten af ordet, og så skrev man en bundstreg for hver bogstav i ordet – hvorved en vandret streg opstod under samtlige bogstaver i ordet, og ordet dermed blev understreget.

## Brug i dag
I dag bliver bundstregen i mange sammenhænge brugt i filnavne og URL'er (for eksempel her i denne wiki) til at erstatte mellemrum. Tilsvarende i e-mail-adresser, hvor almindelige mellemrum ikke er tilladt.
Man kan – om man ikke har bedre midler til rådighed – bruge bundstregen til at lave et felt, der skal udfyldes i en formular (ved gentagne bundstreger som: ____), eller som en vandret linje i et dokument ved at bruge bundstreger hele vejen hen over siden.
I nogle chat- og e-mail-programmer vil et ord omkranset af bundstreg selv blive understreget. Således vil jeg er _ikke_ fra Jylland blive vist som jeg er  ikke  fra Jylland. I Microsoft Word (og andre tilsvarende tekstbehandlingsprogrammer) derimod, vil et ord omkranset af bundstreger automatisk blive skrevet i kursiv og bundstregerne fjernes – tilsvarende sætter en asterisk ( * ) et ord i fed.

## I datalogi
Bundstregen findes i ASCII-tegnsættet som tegn nummer 95 og repræsenteres i Unicode som U+005F.